# Halogenace ketonů
Halogenace ketonů, též α-ketohalogenace, je zvláštní druh halogenační reakce.
Provádí se v kyselých i zásaditých vodných roztocích pomocí elementárních halogenů. Tímto způsobem lze selektivně napojovat chloridové, bromidové a jodidové (ne však fluoridové) funkční skupiny na alfa uhlíky ketonů.
Uhlíkové atomy v poloze alfa vůči karbonylové skupině se halogenují snadno, protože se v zásaditém prostředí vytváří enoláty a v kyselém enoly. Jako příklad lze uvést bromaci acetonu, která v kyselém i zásaditém prostředí dává bromaceton.
V kyselém roztoku (zde použita kyselina octová):
V zásaditém roztoku (hydroxidu sodného):
V kyselém prostředí bývá halogenem obvykle nahrazen jen jeden alfa vodík, protože každá následující halogenace probíhá pomaleji než předchozí. Halogen snižuje zásaditost karbonylového kyslíku, čímž znesnadňuje jeho protonaci. V zásaditých roztocích se však další halogenace urychlují, jelikož halogen snižuje elektronovou hustotu a zbývající vodíky jsou tak kyselejší. U methylketonů často reakce proběhne i potřetí, čímž se vytvoří trihalogenid, jenž může rychle reagovat s vodou za vzniku karboxylátu haloformní reakcí.
Liší se i regioselektivita: Při kyselé halogenaci nesymetrického ketonu dohází k halogenaci na více substituovaném alkylu. Druhý ekvivalent halogenu se naváže na druhý alkyl substituent (neobsahující halogen). Zásadité halogenace nesymetrických ketonů probíhají na méně substituovaných alkylech a následná halogenace (jíž obvykle nelze zabránit řízením stechiometrie) probíhá na pozici, na kterou je již halogen navázán, dokud nejsou atomy halogenu nahrazeny všechny vodíky. V případě methylalkylketonů probíhá haloformní reakce za vzniku karboxylové kyseliny selektivně.